# Saint-Sulpice (Lot)
Saint-Sulpice település Franciaországban, Lot megyében. Lakosainak száma 134 fő (2022. január 1.). Saint-Sulpice Brengues, Espédaillac, Marcilhac-sur-Célé és Saint-Chels községekkel határos.

## Népesség
A település népessége az elmúlt években az alábbi módon változott:
| Lakosok száma | 147  | 116  | 126  | 127  | 150  | 150  | 144  | 146  | 144  | 134  |
|               | 1968 | 1982 | 1990 | 2006 | 2013 | 2015 | 2017 | 2019 | 2020 | 2022 |